# محفل (ريمة)
محفل هي إحدى قرى مديرية مزهر بمحافظة ريمة اليمنية، بلغ تعداد سكانها 4128 نسمة حسب إحصاء اليمن لعام 2004.